# Championnat européen junior de go
Le Championnat européen junior de go (EYGC) est un championnat pour les jeunes joueurs pratiquant le jeu de go, coorganisé par la Fédération européenne de go.
Il a lieu annuellement depuis sa première édition à Baile Felix en Roumanie en 1996.
Certaines des vainqueurs des différentes catégories, tels que Diána Kőszegi ou Alexandre Dinerchtein, ont depuis progressé jusqu'à devenir joueurs de go professionnels.
D'autres joueurs comme Csaba Mero ou Pal Balogh figurent toujours parmi les meilleurs joueurs européens présents sur les tournois.
On peut encore également citer Ilya Shikshin et Artem Kachanovsky respectivement premier et deuxième du Championnat européen de go "adulte" en 2010.
Le championnat était composé à l'origine de deux catégories, puis trois entre 2010 et 2023.
Entre 2011 et 2023, la catégorie "moins de 18 ans" est devenue "moins de 20 ans". À partir de 2024, le championnat est à nouveau constitué de deux catégories U12 et U18.

## Historique
La première édition a eu la chance de couronner Csaba Mero en moins de 18 ans, et le futur professionnel Alexandre Dinerchtein (troisième).

## Champions notables
D'autres juniors sont devenus des joueurs forts "adultes".
Le vainqueur de la catégorie "moins de 12 ans" en 2000 et 2001, Ilya Shikshin, a remporté plus tard le championnat européen proprement dit, en 2007, 2010 et 2012.